# بايوساسكو
بايوساسكو هي (بلدية) في مقاطعة تورينو الحضرية ، داخل المنطقة الإيطالية بيدمونت ، وتقع على حوالي 20 كيلومترات على بعد جنوب غرب تورينو، عند سفح جبل سان جورجيو .
تقع بايوساسكو على حدود البلديات التالية: ترانا ، ريفالتا دي تورينو ، سانغانو ، وبرينو ،كوميانا ، وفولفيرا.

## المدن التوأم
- Cran-Gevrier, France, since 1991

## روابط خارجية
- الموقع الرسمي

قالب:Province of Turin